# Idu na grozu
Idu na grozu (russisk: Иду на грозу) er en sovjetisk spillefilm fra 1966 af Sergej Mikaeljan.

## Medvirkende
- Aleksandr Beljavskij som Sergej Krylov
- Vasilij Lanovoj som Oleg Tulin
- Rostislav Pljatt som Dankevitj
- Mikhail Astangov som Golitsin
- Zjanna Prokhorenko som Lena